# Nord-Pas-de-Calais
Nord-Pas-de-Calais var en fransk region indtil 1. januar 2016, hvor den blev slået sammen med Picardie, for at danne den nye region Nord-Pas-de-Calais-Picardie. Den ligger i den nordligste del af landet grænsende op til Belgien. Regionen er meget tæt befolket. Hovedstaden er Lille. Andre større byer er Valenciennes, Lens, Douai, Béthune, Dunkerque, Calais, Boulogne-sur-Mer og Arras.
50°28′00″N 2°43′00″Ø / 50.466666666667°N 2.7166666666667°Ø